# بينامونده
بينيماندا ( تُلفظ بالألمانية: [peːnəˈmʏndə]، (بالإنجليزية: "Peene [River] Mouth")‏ هي بلدية في جزيرة يوسدوم على بحر البلطيق في منطقة فوربومرن-غرايفسفالد في مكلنبورغ فوربومرن، ألمانيا. وهي جزء من Amt (بلدية جماعية) في Usedom-Nord . يشتهر المجتمع بوجود مركز أبحاث الجيش بينيماندا، حيث تم تطوير أول صاروخ يعمل بالوقود السائل يعمل على نطاق واسع في العالم، وهو في-2.

## جغرافية

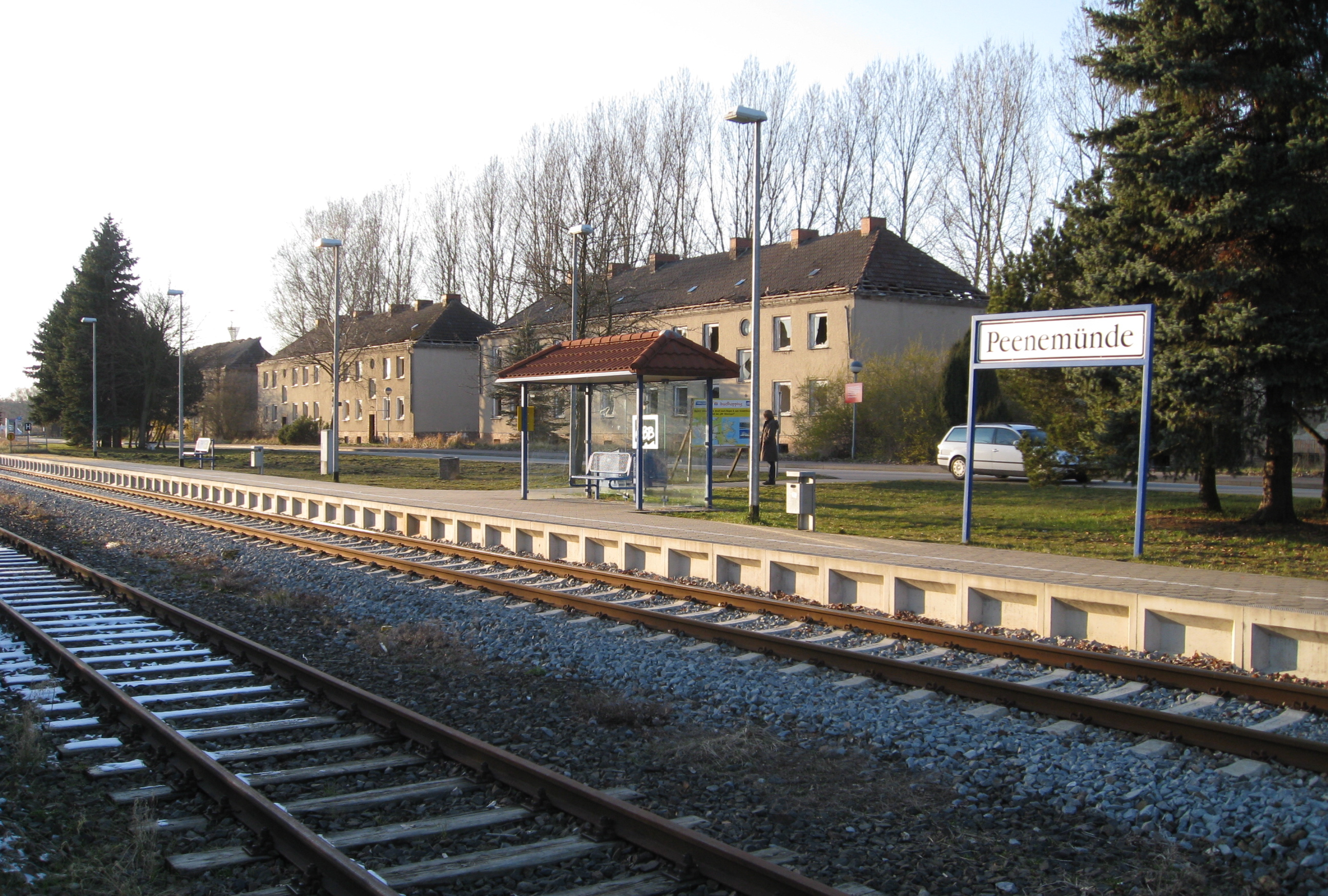
محطة سكة حديد Peenemünde للخدمة في Zinnowitz

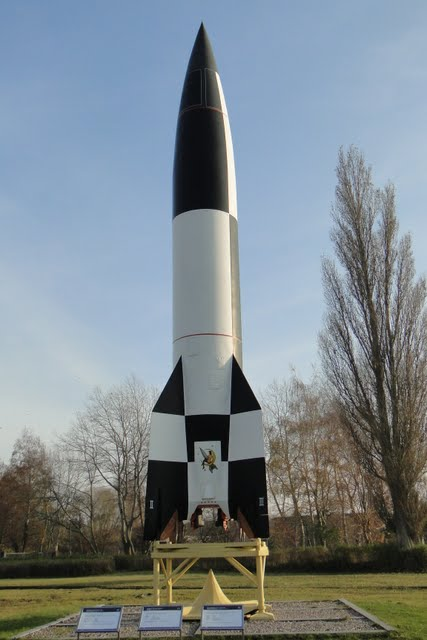
صاروخ في-2

تقع القرية بمينائها البحري في أقصى الطرف الغربي، حيث يصب بيني في بحر البلطي ، في الجزء الشمالي الغربي من جزيرة يوزدوم. ويحدها من الجنوب الشرقي منتجع كارلسهاغن البحري.
يمكن الوصول إلى ميناء بينيماندا عن طريق قارب العبارات عبر بيني من Kröslin، كما تعمل البطانات على طول ساحل بحر البلطيق إلى جزيرة روغن. محطة السكك الحديدية المحلية هي النهاية الشمالية لخط Usedomer Bäderbahn إلى Zinnowitz. تتوفر الخدمة الجوية للقرية في Peenemünde Airfield.

## روابط خارجية
- الموقع الرسمي ل Peenemünde والمتحف الفني التاريخي (الإنجليزية)
- موقع صاروخ V2